# Sopeña de Carneros
Sopeña de Carneros es una localidad española perteneciente al municipio de Villaobispo de Otero, en la provincia de León.

## Situación
Se encuentra a 4 km al norte de Astorga.

## Turismo
En el pasado había un balneario llamado La Fortificante, donde la burguesía astorgana se recreaba durante el siglo XX. Actualmente tiene una pequeña playa fluvial, que a su vez hace de una pequeña presa, sobre la cual, a unos metros, cruza el río un puente antiguo.